# Para (Oka)
Die Para (russisch Пара) ist ein 192 km langer rechter Nebenfluss der Oka im europäischen Teil Russlands.

## Verlauf
Die Para entspringt wenige Kilometer südlich der Grenze zur Oblast Rjasan in der Oblast Tambow und fließt von dort zunächst nach Norden. Kurz vor der Einmündung der Werda biegt sie in Richtung Nordwesten ab.
Bei Krasnoje wendet sie sich erneut in hauptsächlich nördliche Richtung und fließt kurvenreich durch die landwirtschaftlich intensiv genutzte Oka-Don-Ebene. Wenig nördlich von Schilowo mündet der Fluss schließlich in die Oka.
Die Para ist durchschnittlich von November bis in den April gefroren.